# Phylloxera caryaecaulis
Phylloxera caryaecaulis är en insektsart som först beskrevs av Fitch 1855.  Phylloxera caryaecaulis ingår i släktet Phylloxera och familjen dvärgbladlöss. Inga underarter finns listade i Catalogue of Life.